# Геппенер, Максим Карлович
Макси́м Ка́рлович Ге́ппенер (варианты имени, встречающиеся в документах: Вильгельм-Эдуард Максимилиан Геппенер, Максимилиан Карлович Геппенер, или Гепнер, нем. Hoeppener) (4 июня 1848, Москва — 10 декабря 1924, там же) — русский архитектор немецкого происхождения.
Работал в Москве в Строительном совете городской управы. Главный архитектор коммунальных служб города в период их строительства при Н. А. Алексееве. Учитель и впоследствии соавтор И. А. Иванова-Шица.

## Биография
Родился 4 [16] июня 1848 в Москве, в купеческой семье. Предположительно, учился в Петропавловском мужском училище при лютеранской церкви Святых Петра и Павла. Окончил Третью Московскую реальную гимназию. В 1865—1869 годах учился на строительном отделении Политехникума в Карлсруэ. В годы учёбы приезжал в Москву, где выполнял незначительные архитектурные заказы. В 1870 году участвовал в постройке здания музея и библиотеки в Бадене, предположительно, под руководством обербаурата Карла Йозефа Беркмюллера. По возвращении в Москву в 1871 году Геппенер поступил в помощники к московскому архитектору А. С. Каминскому. В том же году получил от Императорской Академии художеств звание неклассного художника за выполненный им проект концертного зала.
В феврале 1876 года Геппенер был назначен архитектором Воспитательного дома. С июня 1877 года работал в Московской Городской Управе, сначала в должности младшего, а затем старшего члена Строительного Совета, члена Архитектурно-технического отдела Строительного отдела; оставался членом Совета до 1913 года. В качестве члена Строительного Совета участвовал в выполнении крупных городских заказов: проектировал сооружения Мытищинского водопровода, трамвайной сети, канализации, строил училища, приюты и гимназии. В 1879—1893 годах служил архитектором Николаевского сиротского приюта и Александринского сиротского малолетнего училища. В 1879 году вступил в Московское архитектурное общество (МАО).
В 1881—1895 годах Геппенер являлся членом училищного совета Училища для бедных детей и сирот Евангелических приходов. С 1894 по 1899 годы — архитектор Главного архива Министерства иностранных дел. В 1898 году — архитектор Управления московских женских гимназий. В начале 1890-x годов у Геппенера стажировался молодой И. А. Иванов-Шиц. Геппенер — соавтор Иванова-Шица по строительству доходного дома Хомякова на Кузнецком мосту и по конкурсным работам 1914 года. В ноябре 1905 года М. К. Геппенер был избран председателем МАО, но уже в ноябре следующего года сложил с себя полномочия. С 1913 года являлся членом Технического совета Московской городской управы, заведовал справочным столом. В 1914 году был избран почётным членом МАО.
После Октябрьской революции был сотрудником консультационного бюро Строительного отдела при Московском совете рабочих депутатов (с 1918 года); с 1921 года — сотрудником архитектурной секции Строительно-технического комитета и технического отдела (по совместительству) и заместителем заведующего подотделом Отдела культурно-просветительных сооружений. В 1922 году был назначен старшим архитектором Управления Московского губернского архитектора. Вышел на пенсию в 1923 году.
Скончался 10 декабря 1924 года. Похоронен на Введенском кладбище в Москве. Могила архитектора не сохранилась, 10 декабря 2011 года на Введенском кладбище был установлен кенотаф.

### Семья
Жена — Агриппина Фёдоровна Казакова. Дочери: Елена (ум. 21.10.1976) и Антонина.

## Проекты и постройки
Важнейшие постройки М. К. Геппенера связаны с реконструкцией коммунального хозяйства, проектированием и строительством сооружений московского городского трамвая. Был автором проектов ряда зданий для различных учебных заведений.
- Участие в перестройке доходного дома (1866, Москва, Трубниковский переулок, 15, стр. 1), объект культурного наследия регионального значения[11][сн 3];
- Перестройка главного дома городской усадьбы А. И. Ломова, И. П. Брашнина (1873, Москва, Малый Дровяной переулок, 5, стр. 1), объект культурного наследия регионального значения[11];
- Особняк купца Ф. М. Наживина (1874, Москва, Садовническая улица, 19, к. 1);
- Перестройка дома (1875, Москва, улица Покровка, 31);
- Перестройка дома (1875, Москва, Воротниковский переулок, 12, стр. 1), объект культурного наследия федерального значения[11];
- Колокольня Никольского единоверческого монастыря (1876—1879, Москва, Преображенский вал, 25), объект культурного наследия федерального значения[11];
- Доходный дом (1878, Москва, Просвирин переулок, 2), ныне в составе дома Бизнес центра Сретенка 18;
- Пристройка башни к особняку Ф. Ф. Биркеля (1879, Москва, Верхняя Сыромятническая улица, 16), перестроен;
- Перестройка доходного дома А. В. Андреева (1881, Москва, Брюсов переулок, 19);
- Петровское реальное училище, совместно с К. Якоби (1881—1883, Таллин, проспект Эстонии, 6]);
- Особняк (1884, Москва, Плотников переулок, 15);
- Сокольнический полицейский дом (1884, Москва, Русаковская улица, 26), объект культурного наследия регионального значения[11];
- Четвёртая московская женская гимназия (1886—1887, Москва, Садовая-Кудринская улица, 3), выявленный объект культурного наследия[11];
- Перестройка доходного дома (1887, Москва, Смоленский бульвар, 17, во дворе);
- Церковь Троицы Живоначальной в Щурове (1887—1907, Коломна, Октябрьская улица, 3), объект культурного наследия регионального значения[13][14];
- Изменение фасада дома А. И. Рожновой (1888, Москва, Чистый переулок, 11);
- Детский приют Евангелического попечительства о бедных женщинах и детях (1888—1889, Москва, Гороховский переулок, 17), ныне — Школа акварели Сергея Андрияки;
- Особняк Н. М. Титова (1890, Москва, Трубная улица, 26а, во дворе);
- Крестовские водонапорные башни (1890—1893, Москва, у начала Ярославского шоссе на Крестовской заставе), разобраны в 1939 году;
- Административный корпус Комиссаровского технического училища (1891—1892, Москва, Большая Садовая улица, 14, стр. 4), объект культурного наследия регионального значения[11];
- Классный корпус Комиссаровского технического училища (1891—1892, Москва, Большая Садовая улица, 14, стр. 3)[15], объект культурного наследия регионального значения[11];
- Проектирование и строительство сооружений Мытищинского водопровода (Мытищинская и Алексеевская водоподъёмные станции, другие постройки) (1893—1890-е, Москва);
- Перестройка главного дома и жилого флигеля со службами городской усадьбы К. А. Мейера (1894, Москва, переулок Чернышевского, 4, стр. 1, 2), выявленный объект культурного наследия[11];
- Собственный особняк (1894, Москва, переулок Чернышевского, 8, стр. 1,2), объект культурного наследия регионального значения[11];
- Особняк (1894, Москва, Поварская улица, 3), не сохранился;
- Ксенинский приют (1895, Москва, Малый Козловский переулок, 1);
- Оформление улиц между площадью Красные Ворота и Каланчёвским проездом к коронационным торжествам (1896, Москва), не сохранилось;
- Городское начальное училище для девочек им. К. В. Капцовой (1896—1897, Москва, Леонтьевский переулок, 19/2 — Шведский тупик, 2/19);
- Главная насосная станция (машинное здание, механический цех, жилой и административный корпус, ограда со сторожкой) (1896—1898, Москва, Саринский проезд, 13, стр. 1, 2, 4, 6), выявленный объект культурного наследия[11]; ныне — музей воды;
- Строительство здания Императорского Московского инженерного училища путей сообщения по проекту И. С. Китнера (1897—1901, Москва, улица Образцова, 9, стр. 9),объект культурного наследия регионального значения[11];
- Дом городских училищ имени Императора Александра II (1899—1890, Москва, Миусская площадь, 9), объект культурного наследия регионального значения[11]; ныне — Российский химико-технологический университет имени Д. И. Менделеева;
- Проектирование и строительство сооружений московской трамвайной сети (1890-е, Москва);
- Рублёвская водопроводная станция Москворецкого водопровода (1900—1903, близ с. Рублёво)[16];
- Резервуар Москворецкого водопровода (1900—1903, Москва, Воробьёвы горы)[16];
- Училищное здание (1902, Москва, Скорняжный переулок, 4), выявленный объект культурного наследия[11];
- Доходный дом А. С. Хомякова с парикмахерской «Базиль», совместно с И. А. Ивановым-Шицем (1902—1903, Москва, Кузнецкий Мост, 6/3, стр.3, правая часть), выявленный объект культурного наследия[11];
- Перестройка Доходного дома Воронцовой — Евдокимова — Шориной, совместно с И. А. Ивановым-Шицем (1903, Москва, Кузнецкий Мост, 7/6/9), объект культурного наследия регионального значения[11];
- Краснопрудная электрическая подстанция городских железных дорог, совместно с А. Ф. Мейснером (1904, Москва, Краснопрудная улица, 16);
- Пожарная часть с каланчой (1900-е, Петровск);
- Сокольническая электрическая подстанция городских железных дорог, совместно с А. Ф. Мейснером (1910, Москва, Вторая Боевская улица, 8), выявленный объект культурного наследия[11];
- Перестройка главного дома городской усадьбы П. А. Новикова — Н. В. Смольянинова — Л. М. Савёлова, совместно с Н. Г. Фалеевым (1911, Москва, Трубниковский переулок, 15, стр. 1), объект культурного наследия регионального значения[11];
- Конкурсный проект здания Московского купеческого собрания, совместно с И. А. Ивановым-Шицем (1914, Москва), 3-я премия, не осуществлён.
- Строения бывшей Люблинской станции аэрации (1901, Москва, улица Верхние Поля), 16, 39, 43 корпус 1), улица Нижние Поля, 15)

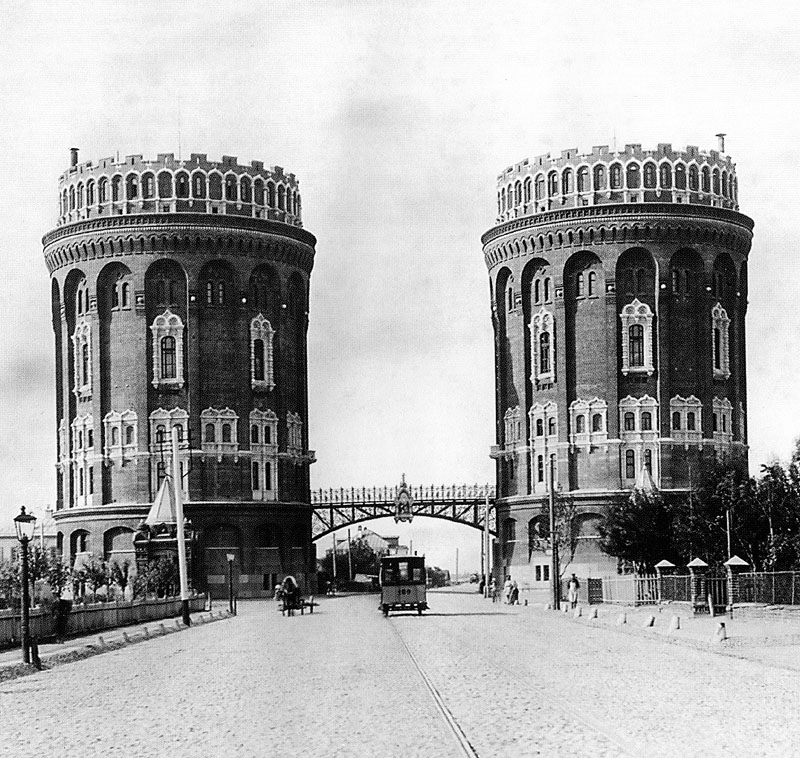
Водонапорные башни у Крестовской заставы
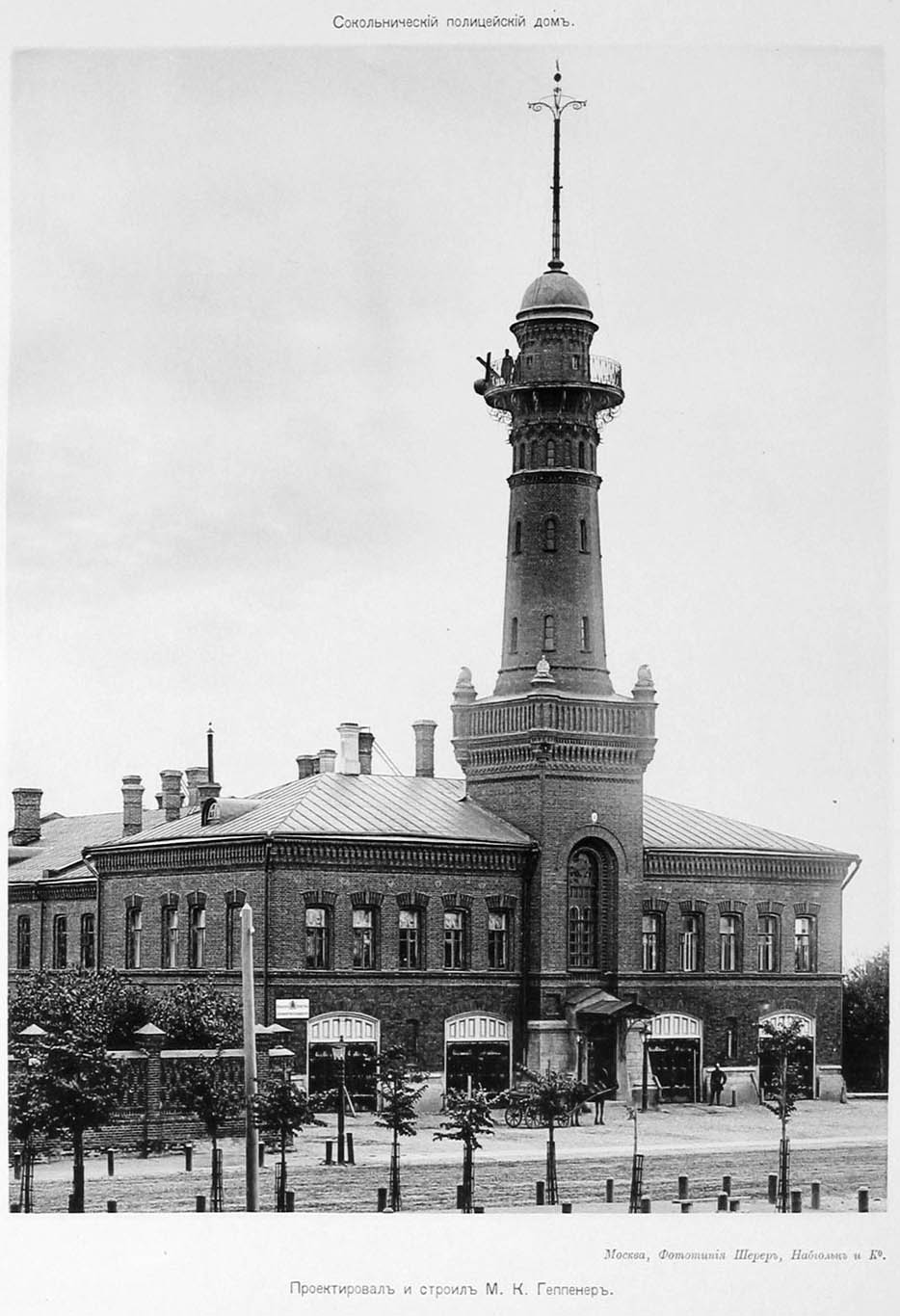
Каланча в Сокольниках
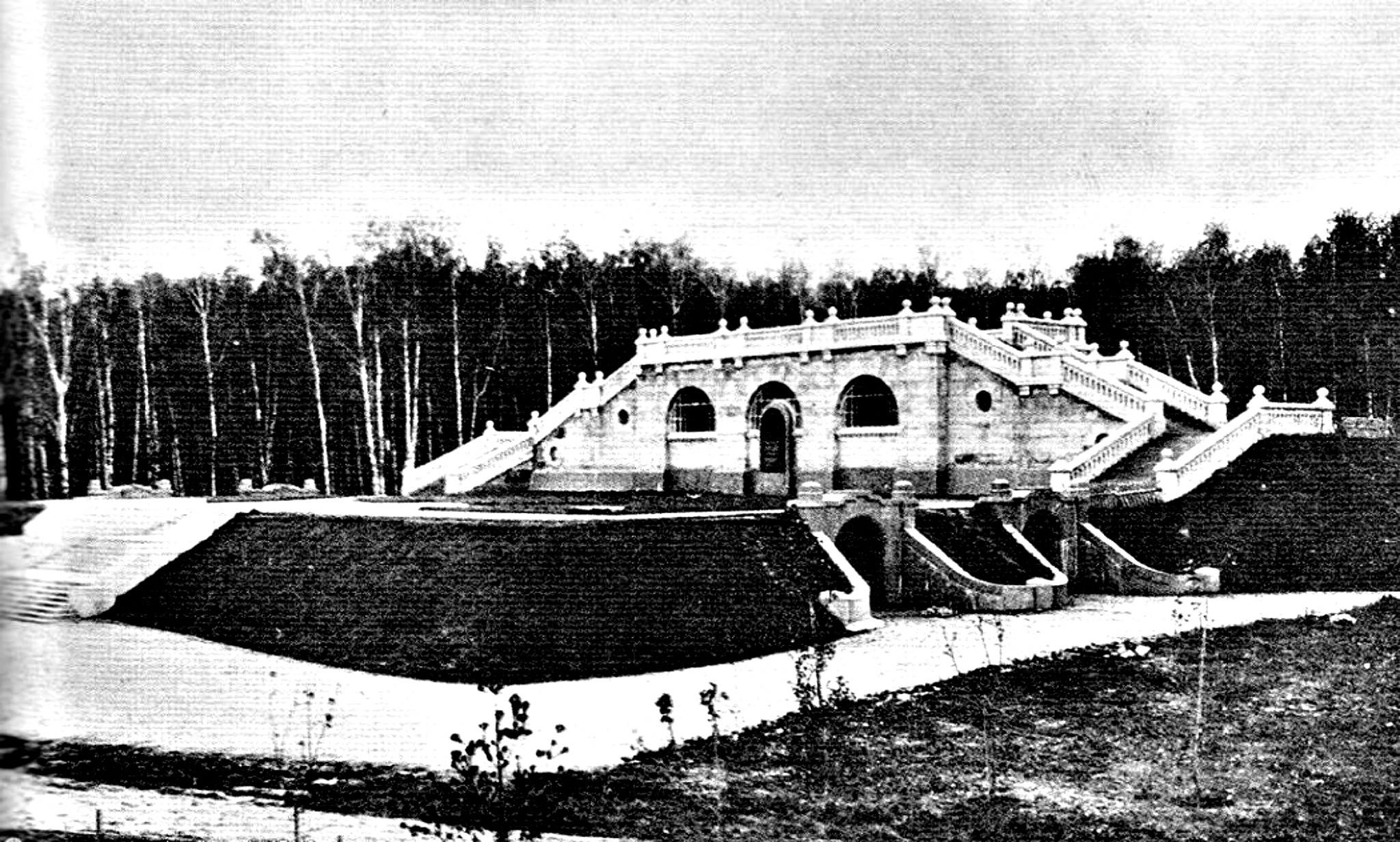
Воробьёвский резервуар Москворецкого водопровода
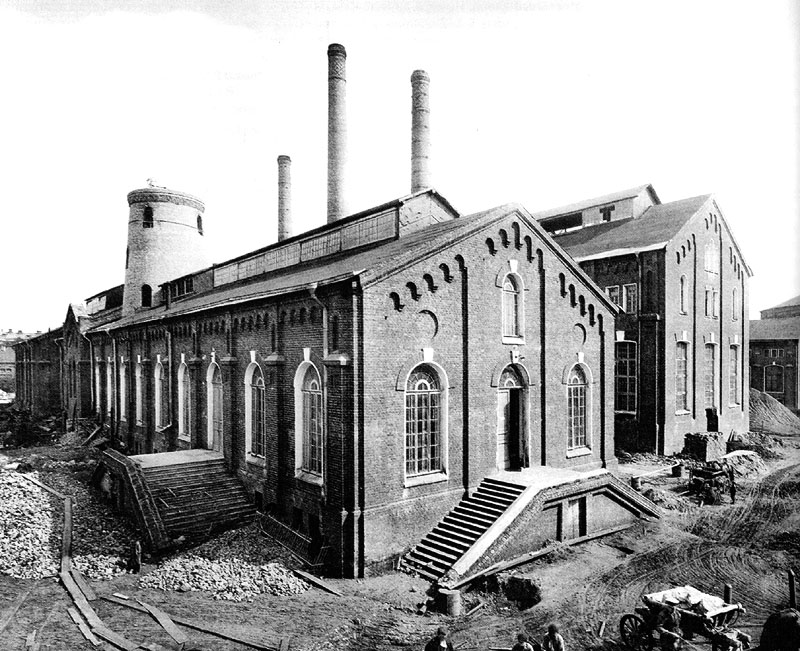
Газовый завод
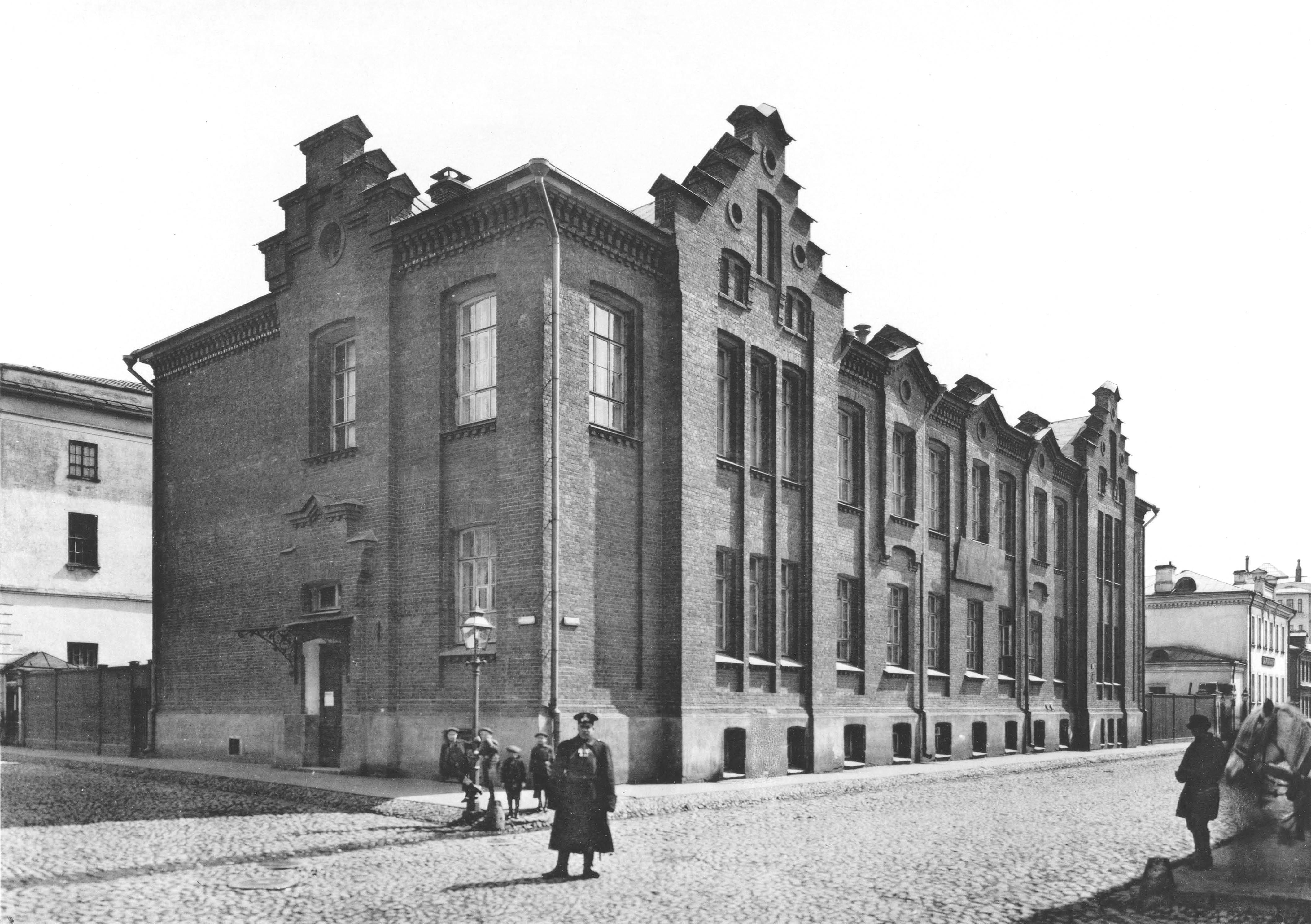
Приют в Малом Козловском переулке
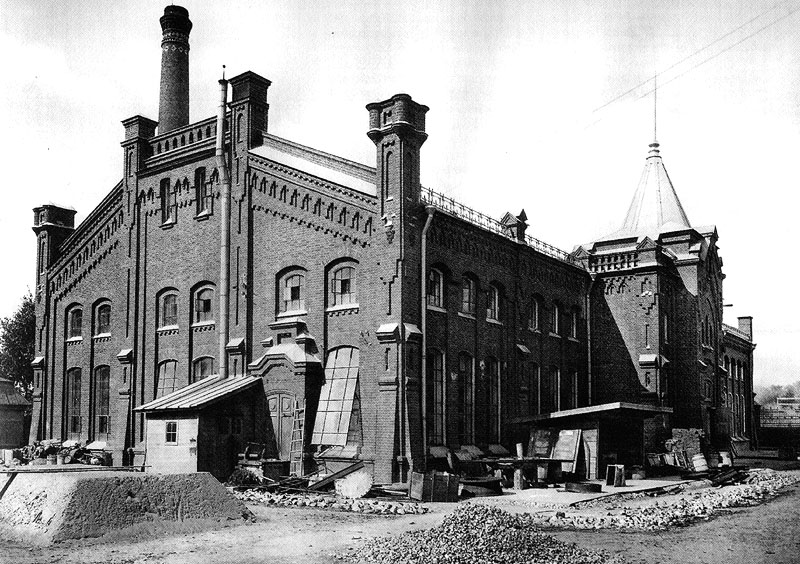
Насосная станция у Новоспасского моста

Кенотаф Геппенеру

## Награды
- Орден Святой Анны III степени (1888);
- Орден Святого Станислава II степени (1894);
- Орден Святой Анны II степени (1897);
- Орден Святого Владимира IV степени (1901);
- Медаль «В память царствования императора Александра III»;
- Медаль «В память коронации Императора Николая II».

## Память
В декабре 2011 года в колумбарии Введенского кладбища был установлен памятный знак архитектору, выполненный в виде его скульптурного портрета — погрудного бюста. Автор памятника — скульптор Николай Аввакумов.

### Сноски
1. ↑  Геппенер был членом общества бывших воспитанников церковного училища с момента его основания в 1891 году.
2. ↑  В числе выпускников 1865 года — Максим Гепнер; серебряная медаль.
3. ↑  Здесь и далее проекты и постройки даны в хронологическом порядке по М. В. Нащокиной[12], с необходимыми дополнениями и уточнениями.